# 中町 (越谷市)
中町（なかまち）は、埼玉県越谷市の町名。現行行政町名は中町のみ。丁番のない単独町名である。住居表示実施地区。郵便番号は343-0817。

## 地理
埼玉県の東部地域で、越谷市の中心部に位置し、越谷駅の北東部に広がる市街地を形成している。

## 歴史
- 1966年（昭和41年）8月1日 - 大字越ヶ谷、大字四丁野の各一部から中町が成立[5]。

## 世帯数と人口
2021年（令和3年）11月1日現在の世帯数と人口は以下の通りである。
| 町丁 | 世帯数  | 人口  |
| ---- | ------- | ----- |
| 中町 | 275世帯 | 568人 |

## 小・中学校の学区
市立小・中学校に通う場合、学区（校区）は以下の通りとなる。
| 番地 | 小学校               | 中学校             |
| ---- | -------------------- | ------------------ |
| 全域 | 越谷市立越ヶ谷小学校 | 越谷市立中央中学校 |

## 交通

### 鉄道
- 地区の西端を東武伊勢崎線（東武スカイツリーライン）が通るが、鉄道駅は設置されていない。最寄り駅は同線越谷駅である。

### 道路
- 埼玉県道・千葉県道52号越谷流山線
- 東京都道・埼玉県道49号足立越谷線

## 施設
- 越谷市立越ヶ谷小学校
- 越谷商工会議所